# Claude Mane Das
 (août 2025).
Claude Mane Das, né le 28 juin 1971 à Port-Salut, est un enseignant, chercheur et spécialiste en protection de l'enfance haïtien. Il est actuellement doyen de la Faculté d'Ethnologie de l'Université d'État d'Haïti et a occupé plusieurs postes clés dans des organisations internationales, notamment à l'UNICEF,.

## Biographie
Claude Mane DAS est né à Port-Salut, en Haïti. Après des études en psychologie et en droit à l'Université d'État d'Haïti, il poursuit sa formation à l'international, obtenant un Master en action humanitaire à l'Université de Genève, un Master interdisciplinaire en droits de l'enfant à l'Université de Fribourg et un diplôme en éthique des droits de l'homme à l'Université de Nantes.

### Parcours Académique
Claude Mane Das possède une formation pluridisciplinaire en sciences humaines, droit et action humanitaire, acquise dans plusieurs institutions académiques en Haïti et en Europe. Il est titulaire  de trois Master et termine son en criminologie dans le cadre du programme doctoral de l’Université d’État d’Haïti, en partenariat avec l’Université de Liège (2024).
En 2012, il a obtenu un certificat en psycho-traumatologie et thérapie de couple/familiale délivré par Trauma-Aid Germany, avec une spécialisation dans l’accompagnement des personnes et des familles confrontées à des situations traumatiques.Il détient également un Master interdisciplinaire en droits de l’enfant (2009-2011) de l’institut Universitaire Kurt Bosch et de l’Université de Fribourg, axé sur la protection de l’enfance et les politiques publiques en la matière.
En 2008-2009, il a complété un Master of Advanced Studies en action humanitaire à l’Université de Genève, au Centre d’Enseignement et de Recherche en Action Humanitaire, où il a étudié la gestion des crises humanitaires et le droit international humanitaire. Il a également obtenu un diplôme de deuxième cycle en éthique des droits de l’homme à l’Université de Nantes (2007-2008), axé sur les principes éthiques et juridiques des droits fondamentaux.
Son parcours académique comprend aussi un Bachelor en droit (1996-2000) de la Faculté de Droit et des Sciences Économiques (FDSE) de l’Université d’État d’Haïti et un Bachelor en psychologie (1993-1997) de la Faculté d’Ethnologie de l’Université d’État d’Haïti.
Cette formation lui confère une expertise approfondie dans les domaines du droit, des droits de l’homme, de la psychologie et de l’action humanitaire, lui permettant d’analyser et de traiter des problématiques complexes liées aux dynamiques sociales et aux interventions humanitaires.

## Parcours Professionnel
Claude Mane DAS enseigne la méthodologie de la recherche en sciences humaines à la Faculté d'Ethnologie de l'UEH depuis 2011. Il a occupé les fonctions de vice-doyen à la recherche (2016-2018), puis de doyen intérimaire avant d'être confirmé doyen en mars 2025.
Parallèlement à sa carrière académique, il a travaillé pendant plus d'une décennie à l'UNICEF Haïti en tant que spécialiste en protection de l'enfant. Il a joué un rôle clé dans la réforme de l'Institut du Bien-Être Social et de Recherches (IBESR) et dans l'élaboration de l'avant-projet du Code de l'enfant. Il a également dirigé l'Observatoire national sur la violence et la criminalité en Haïti (2010-2012) en collaboration avec le PNUD.
Parallèlement à sa carrière académique, il a travaillé pendant plus de quinze ans à l'UNICEF Haïti en tant que spécialiste en protection de l'enfant'. Il a joué un rôle clé dans la réforme du système d’adoption des enfants en Haiti, le renforcement du cadre légal en matière de protection de l’enfant en Haiti, l’élaboration du projet du Code de l'enfant, la ratification des protocoles facultatifs à la convention relative aux droits de l’enfant, la rédaction de la loi sur la traite des personnes, la création et le renforcement de la Brigade de Protection des Mineurs (BPM).
Il a également dirigé au Rectorat de l’Université d’Etat d’Haiti l'Observatoire national sur la violence et la criminalité (ONAVC) en Haïti (2010-2012) en collaboration avec le PNUD. Il a coordonné pour cet observatoire les enquêtes sur la violence et la criminalité dans cinq grandes villes d’Haiti (Port-au-Prince, Gonaives, St Marc, Ouanaminte, Cayes et Port de Paix) et dirigé l’étude sur le sentiment de sécurité dans les quartiers sensibles des communes de Port-au-Prince, de Delmas et de Petion Ville avec l’appui du Centre International pour la Prevention de la Criminalité (CIPC) du Canada. Il a publié en 2022 un article scientifique sur l’évolution du profil des mineurs en prison en Haiti dans la revue internationale de criminologie et de police technique et scientifique.
Il a récemment dirigé une étude  sur le système d’enregistrement des naissances en Haiti et coordonné pour l’UNICEF les recherches sur la cartographie et les dynamiques de la violence impliquant les enfants et les jeunes en milieu urbains dans les communes de l’aire métropolitaine de Port-au-Prince avec la firme internationale Data Pop Alliance en 2024.

## Défenseur de la justice des mineurs
Claude Mane Das s’impose depuis plusieurs années comme une figure engagée dans le domaine de la justice des mineurs en Haïti. Son travail scientifique couvre un large éventail de thématiques liées à la délinquance juvénile, à la protection de l’enfance et aux violences faites aux jeunes. À travers des conférences, séminaires et publications, il met en lumière les réalités sociales complexes touchant les enfants en situation de vulnérabilité. Il œuvre à faire dialoguer les connaissances académiques et les pratiques de terrain, dans une perspective de transformation sociale et de renforcement des droits de l’enfant.
Ses contributions récentes témoignent de sa régularité et de la portée de ses interventions, tant sur le plan national qu’international. De 2022 à 2024, il a présenté plusieurs communications scientifiques sur les représentations et les profils des mineurs délinquants en Haïti, notamment dans des colloques à l’Université de Liège et d’Ottawa. Il a également pris part à des événements majeurs comme ceux organisés par l’UNICEF, le CICR ou encore des clubs humanitaires comme le Rotary, où il partage ses analyses sur l’évolution historique et contemporaine des droits de l’enfant en Haïti.
Au-delà de ses recherches, Claude Mane Das a aussi joué un rôle dans la formation et la sensibilisation de différents acteurs sociaux et institutionnels. Entre 2005 et 2008, il a formé plusieurs milliers de professionnels cadres sociaux, policiers, juges, leaders politiques afin d’améliorer la prise en charge et la protection des enfants. Son action contribue activement à faire évoluer les politiques publiques, à renforcer les dispositifs de justice pour mineurs et à promouvoir une culture du respect des droits de l’enfant dans les pratiques institutionnelles haïtiennes.